# Marsiglia
Marsiglia es un pueblo y fracción italiana de la localidad de Davagna en la provincia de Génova, Liguria. Por el año 2009 su población era de 55 personas.

## Historia
Según la leyenda local, el pueblo fue fundado por franceses de Marsella, ciudad que en italiano se dice Marsiglia. La iglesia del pueblo, dedicada al predicador Juan el Bautista, fue mencionada por primera vez en un documento eclesiástico de 1213.

## Geografía
Marsiglia es parte de la subdivisión municipal de Calvari, que incluye a los pueblos aledaños de Calvari, Canate y Cavassolo. El pueblo está ubicado en una colina sobre el valle del río Bisagno, a ocho kilómetros de Davagna, 14 de Bargagli y 20 del centro de Génova.

## Galería

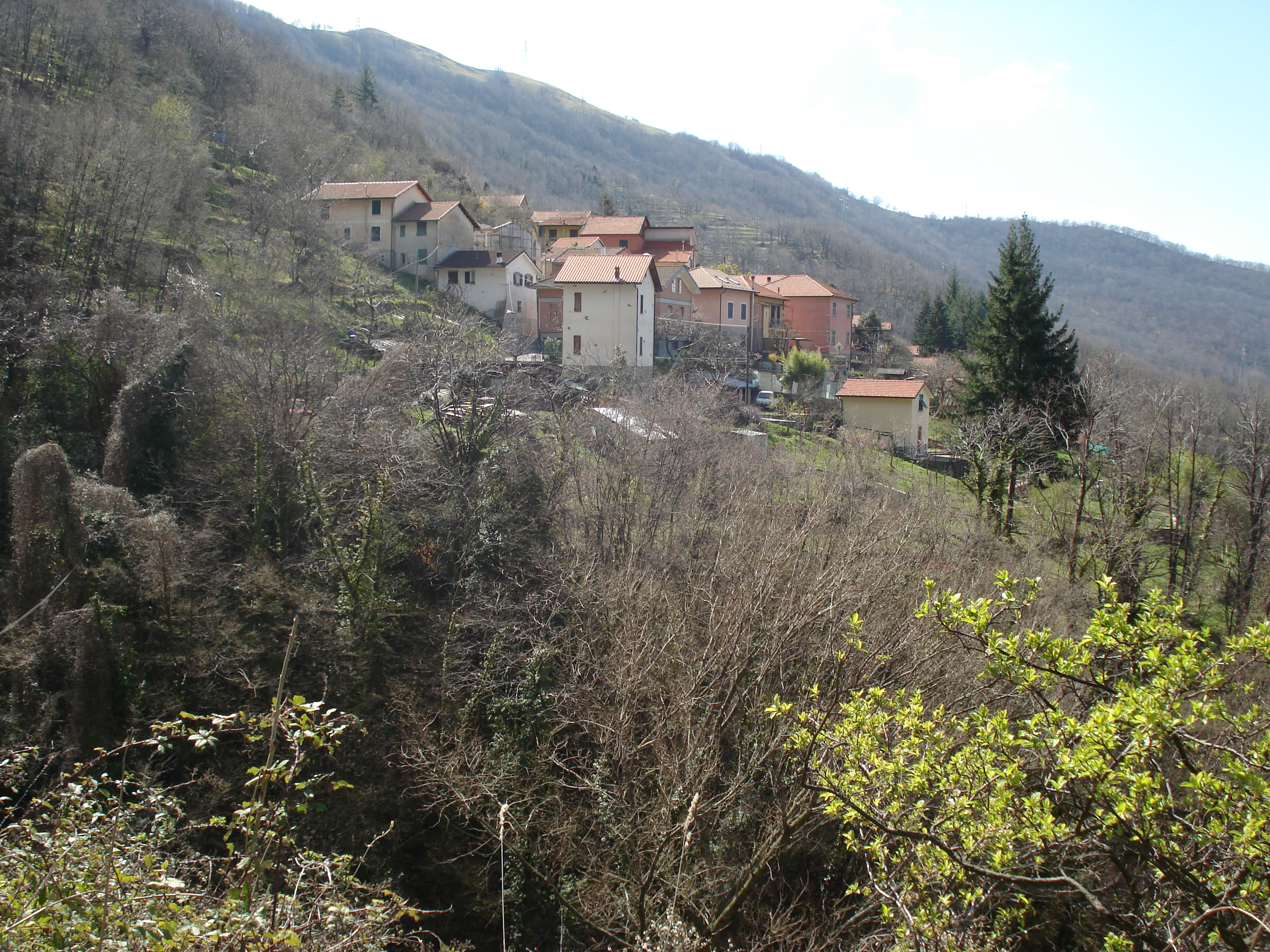
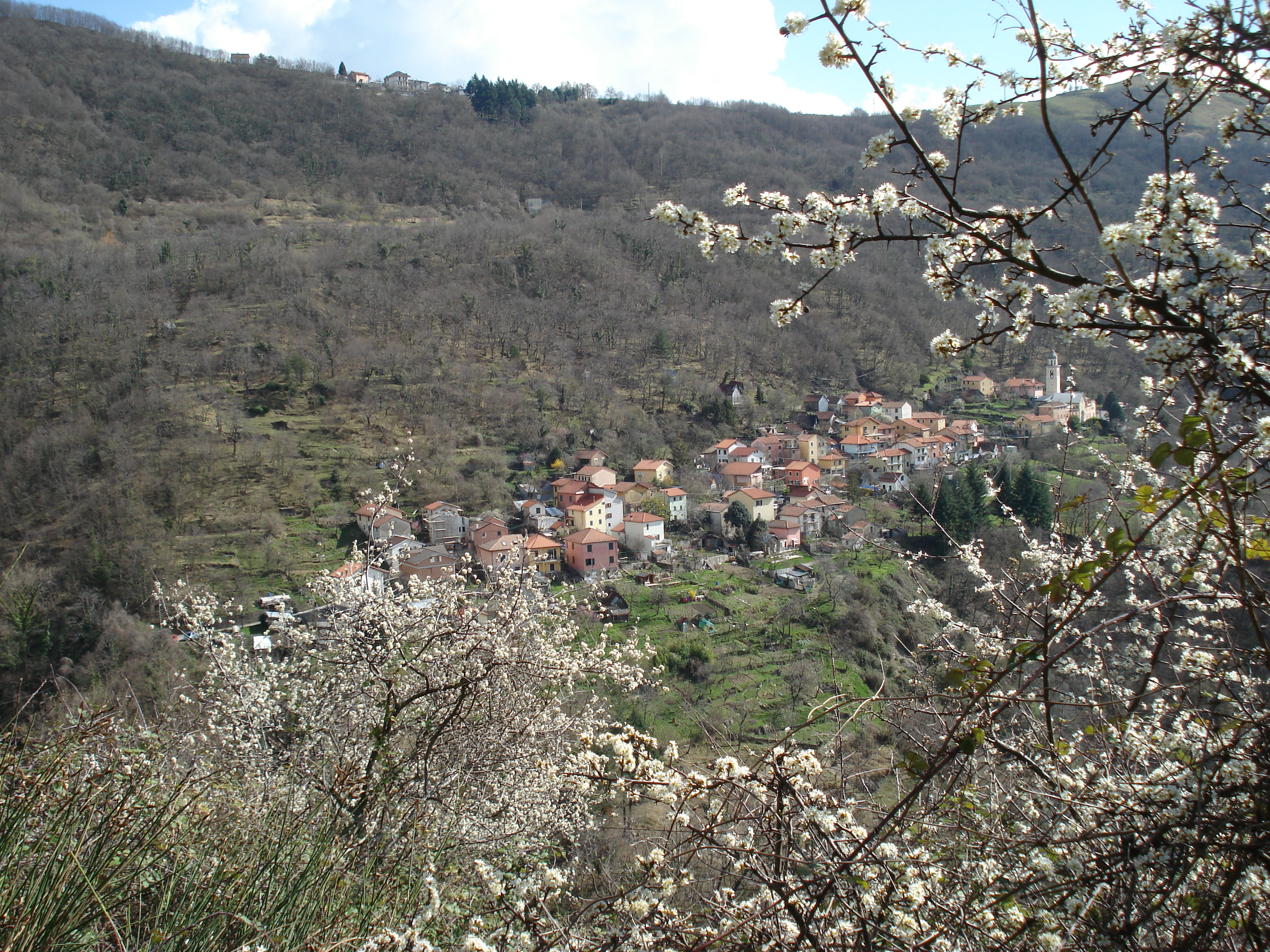
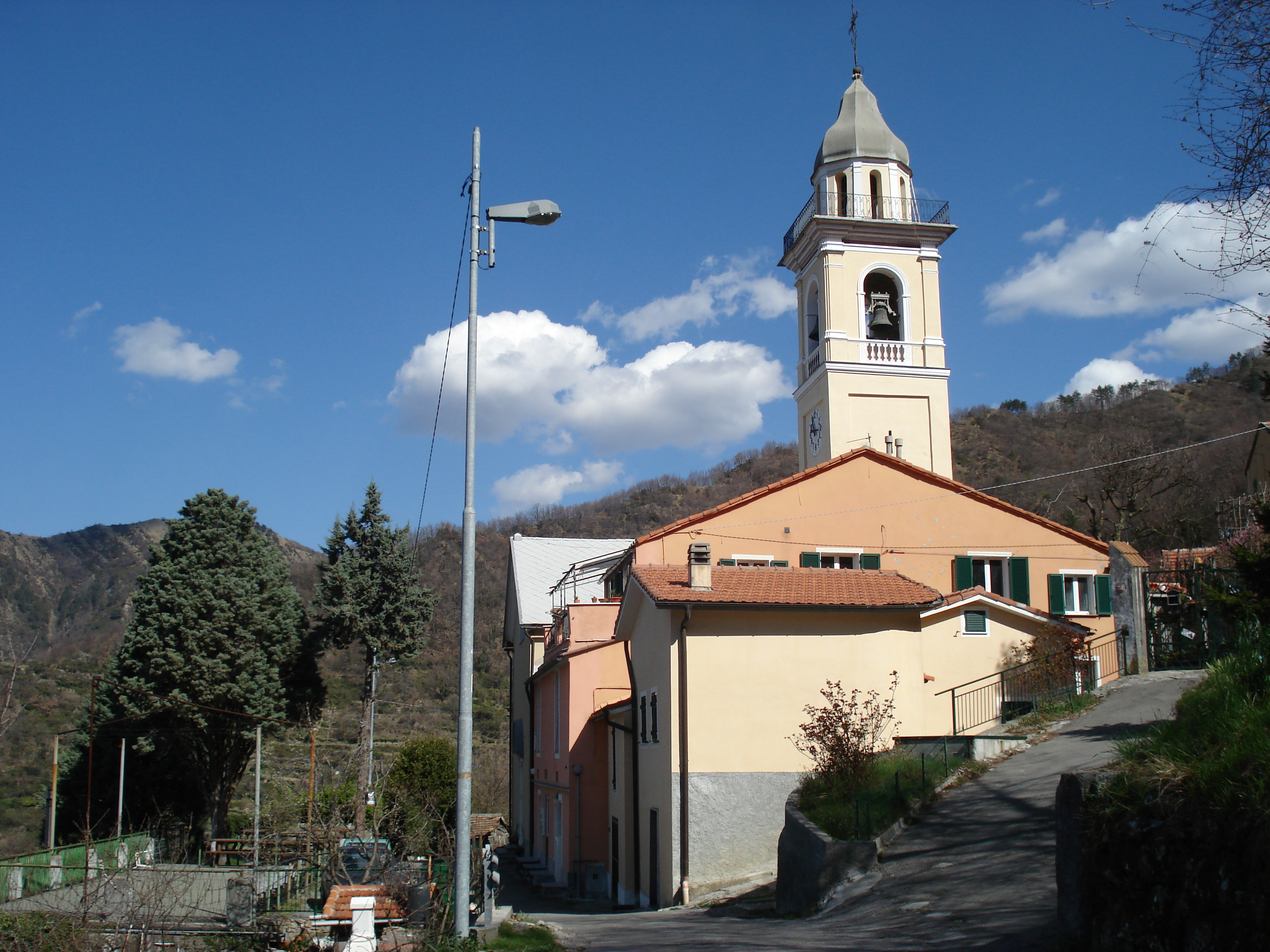
Chiesa di San Giovanni Battista